# Nervöser Hai
Der Nervöse Hai (Carcharhinus cautus) ist eine Art der Gattung Carcharhinus innerhalb der Requiemhaie (Carcharhinidae). Die Art ist in den Gewässern um Australien, Papua-Neuguinea und die Salomonen verbreitet. Sein Name leitet sich von der Furchtsamkeit des Haies gegenüber Schwimmern und Tauchern ab.

## Aussehen und Merkmale
Der Nervöse Hai ist ein mittelgroßer Hai mit einer maximalen Körperlänge von etwa 150 cm und Durchschnittslängen zwischen 100 und 130 Zentimeter. Er hat eine grau-braune bis bronzefarbene Körperfarbe, ein deutliches weißes Band auf den Flanken und eine weißliche Bauchregion ohne Musterung. Die Rücken- und Brustflossen sowie die Schwanzflosse haben eine schwarze Umrandung, die bei der Schwanzflosse und den Brustflossen zu einer schwarzen Flossenspitze ausläuft.
Er besitzt eine Afterflosse und zwei Rückenflossen. Dabei ist die erste Rückenflosse hoch und sichelförmig und liegt leicht vor oder über den freien Enden der Brustflossen. Auch die zweite Rückenflosse ist mit einer Höhe von 3–4 % der Körperlänge des Tieres relativ hoch. Wie alle Arten der Gattung besitzen die Tiere fünf Kiemenspalten und haben kein Spritzloch.
Der Nervöse Hai gleicht im Habitus anderen Arten der Gattung Carcharhinus, vor allem mit dem Schwarzspitzen-Riffhai (Carcharhinus melanopterus) besteht Verwechslungsgefahr. Dieser besitzt allerdings auch an den Afterflossen und der Rückenflosse auffällige schwarze Flossenspitzen.

## Lebensweise
Der Nervöse Hai ist eine Flachwasserart und ernährt sich räuberisch vor allem von verschiedenen Fischen der Uferzonen, außerdem jagt er in geringerem Maße auch Krebstiere und Tintenfische. Die Haie sind lebendgebärend und bilden eine Dottersack-Plazenta aus (plazental vivipar). Die Weibchen bekommen nach einer Tragzeit von 8 bis 9 Monaten in einem Wurf zwischen einem und 5 Jungtiere mit einer Länge von etwa 35 bis 40 cm.

## Verbreitung

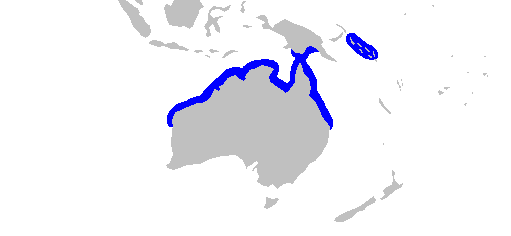
Verbreitungsgebiete des Nervösen Hais

Der Nervöse Hai ist im östlichen Indischen Ozean und im Südpazifik in tropischen Gewässern im Gebiet zwischen den Breitengraden 5°S und 30°S um Australien (Queensland, Western Australia), Papua-Neuguinea und die Salomonen verbreitet. Dabei kommt er vor allem in flachen Gewässern über dem Kontinentalschelf sowie evtl. auch in tieferen Gewässern vor.

## Bedeutung für den Menschen
Der Nervöse Hai wird generell als harmlos eingestuft, im Regelfall meidet er Begegnungen mit Schwimmern und Tauchern. Er wird in geringen Individuenzahlen gefangen und gegessen, eine Abschätzung der Gesamtfangzahlen oder des Einflusses auf die Population existiert nicht.